# Picea obovata
Il peccio siberiano (Picea obovata Ledeb., 1833) è una specie di peccio, appartenente alla famiglia delle Pinaceae, originaria della Mongolia e della Russia (Altaj, Amur, Krasnojarsk, Jacuzia, Cita, Buriazia, Tuva, Magadan, Irkutsk, Chabarovsk e Siberia).

## Etimologia
Il nome generico Picea, utilizzato già dai latini, potrebbe, secondo un'interpretazione etimologica, derivare da Pix picis = pece, in riferimento all'abbondante produzione di resina. Il nome specifico obovata fa riferimento alla forma di uovo rovesciato dei macrosporofilli dei coni.

## Descrizione

### Portamento
Albero alto 40 m con tronco monopodiale diritto che può raggiungere 1 m di diametro; i rami del primo ordine sono slanciati, sviluppati orizzontalmente o pendenti; quelli del secondo ordine sono molto variabili, orizzontali. La chioma è conica. I virgulti sono glabri o lievemente pubescenti, inizialmente di colore arancione o rosso-marrone, poi grigio, scanalati; i pulvini sono lunghi 1 mm, obliqui.

### Foglie
Le foglie sono aghiformi, di colore verde scuro, lunghe 0,8-2,5 cm, lineari, dritte o ricurve, con punte acute e di sezione quadrangolare; hanno stomi su entrambe le pagine, disposti in 2-4 linee. Le gemme vegetative sono ovoidali-coniche, lunghe 4-5 mm, a volte lievemente resinose; hanno perule triangolari, ottuse, di colore marrone chiaro o marrone rossastro, persistenti per anni.

### Fiori
Sono strobili maschili gialli, ascellari, lunghi 1-1,5 cm.

### Frutti
I coni femminili sono terminali, cilindrici, inizialmente eretti, poi pendenti a maturazione, lunghi 4-8 cm e larghi 2,5-4 cm, inizialmente verdi o rossi, poi marroni o marroni scuri. I macrosporofilli sono obovati-oblunghi, lunghi 1,5-2,5 cm, con superficie liscia e glabra, base cuneata e margine superiore ottuso o arrotondato, intero. Le brattee sono rudimentali, ligulate, lunghe 2-3 mm, interamente incluse. I semi, di color marrone scuro o marrone-nerastro, sono ovoidali-oblunghi e lunghi 2-4 mm, con parte alata ovata-oblunga lunga 10-15 mm, di colore marrone chiaro.

### Corteccia
La corteccia è rugosa, a placche, di colore grigio.

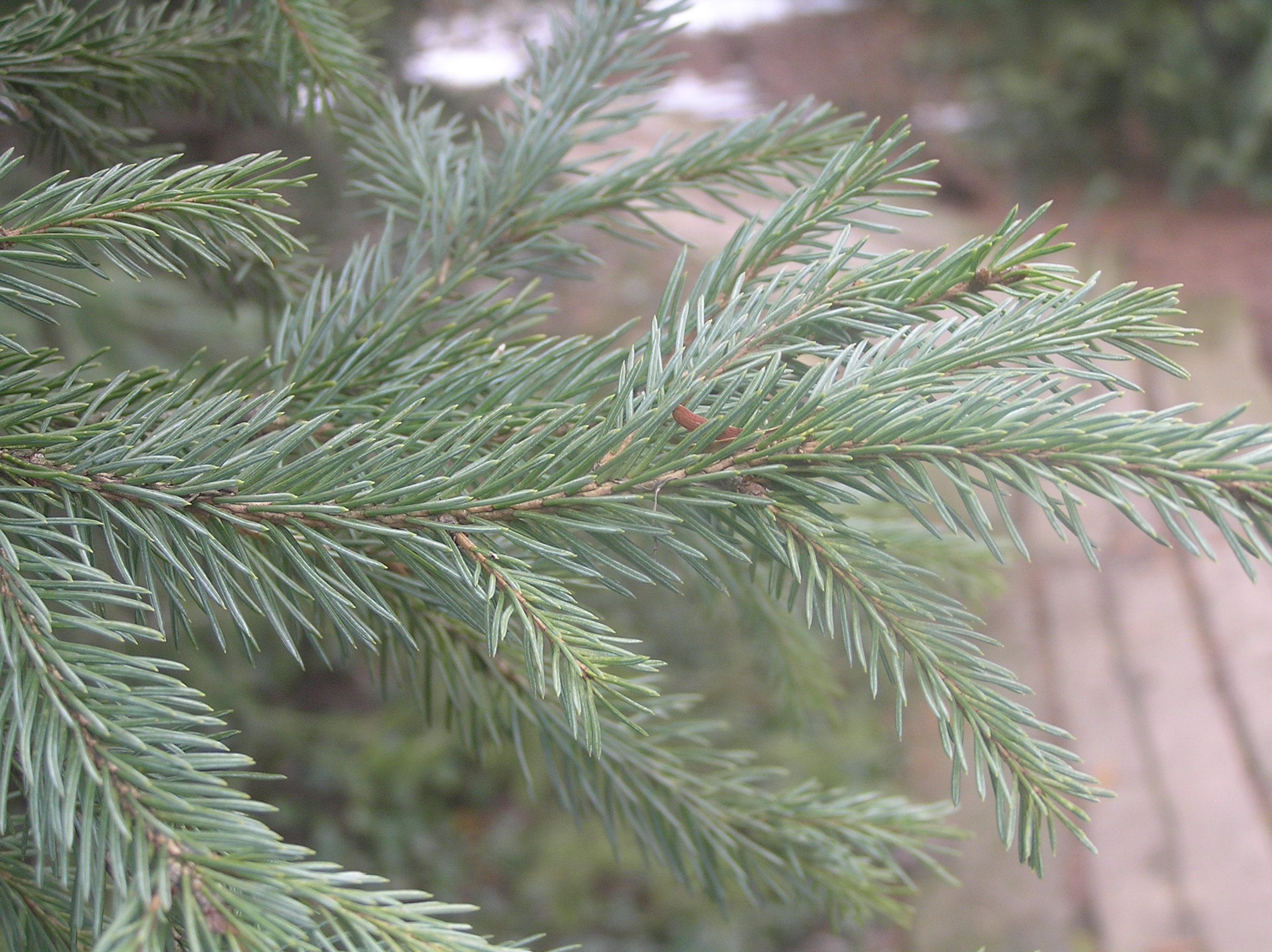
Aghi
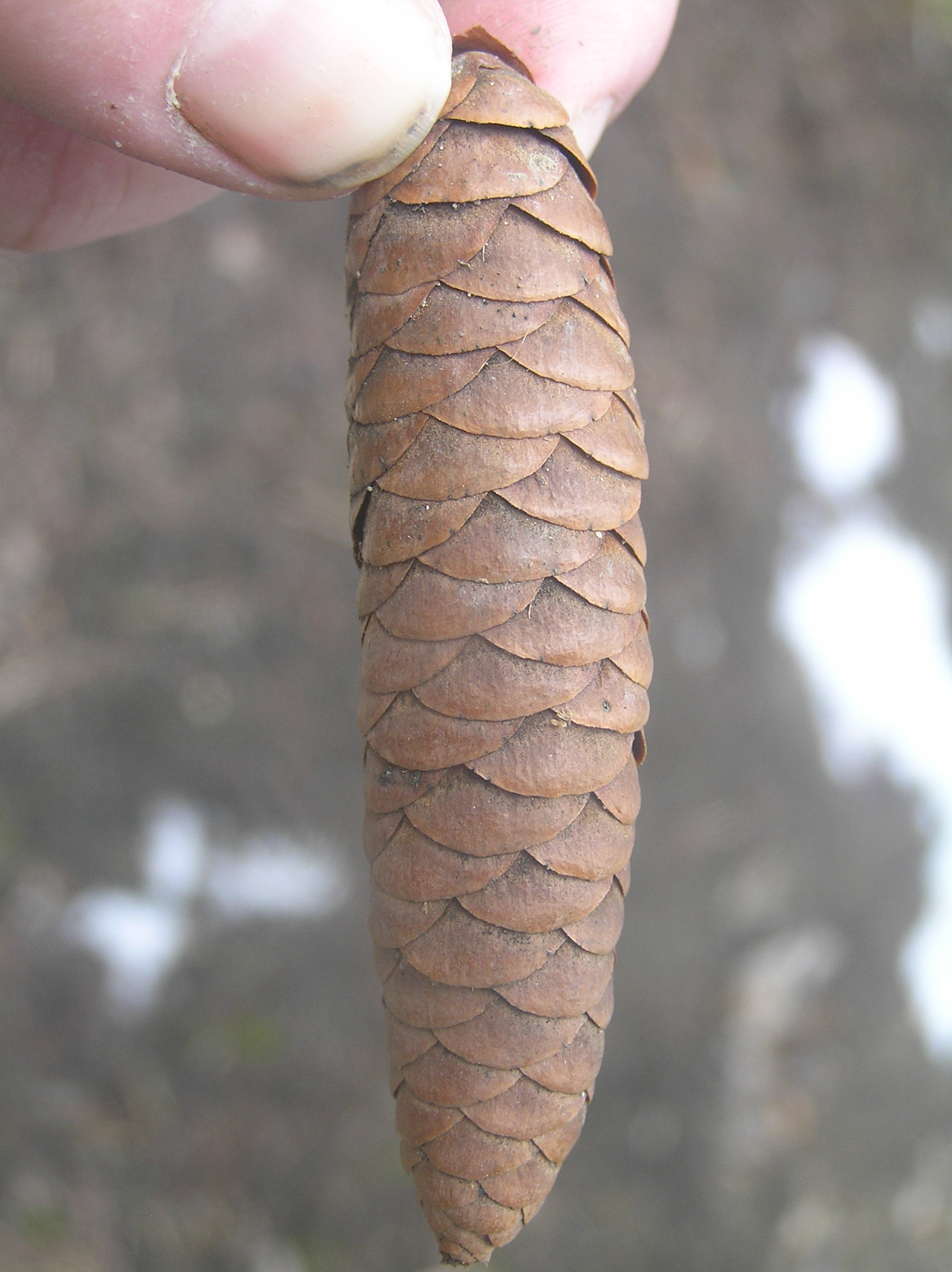
Cono femminile maturo
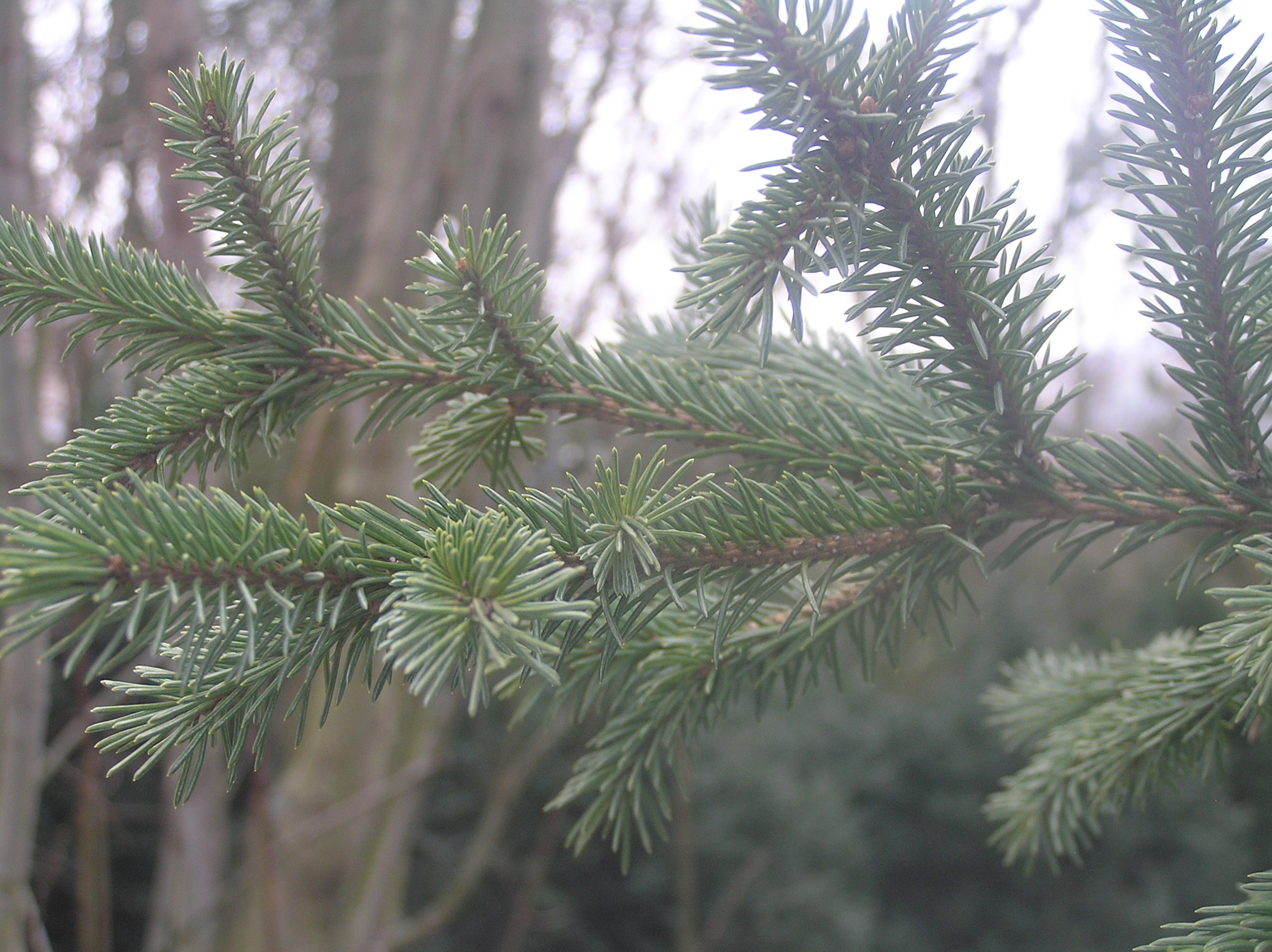
Virgulto

## Distribuzione e habitat
Il peccio siberiano è un'importante presenza nella taiga boreale del nord della Russia e della Siberia, che diventa dominante nelle zone caratterizzate dal permafrost, anche oltre il circolo polare artico. Nella parte meridionale del suo areale può ritrovarsi in foreste pure o in associazione con Abies sibirica fino a quote di 2000 m sui monti Altaj. Nelle zone paludose assume forme più strette e quasi stentate, crescendo in associazione con Larix gmelinii, mentre in quelle più secche in associazione con Pinus sylvestris; nelle zone con suoli più drenati e profondi compaiono anche caducifoglie dei generi Betula e Populus. Questo peccio è estremamente tollerante nei confronti delle condizioni rigide siberiane, con temperature che possono raggiungere anche i -60 °C; in queste condizioni, con brevissime estati secche, la crescita di P. obovata è molto lenta con esemplari di 10 cm di diametro che possono anche avere un secolo di età.

## Tassonomia
Viene considerata una specie distinta da P. abies anche se poco differenziata soprattutto nelle popolazioni della Russia nord-occidentale dove gli areali dei due pecci si incontrano, sovrapponendosi. Queste popolazioni sono state considerate come una varietà di P. abies e, più recentemente, come ibridi naturali (Picea × fennica) tra i due taxa; l'ibridizzazione si sarebbe verificata a causa delle numerose ritirate dell'abete rosso durante i periodi glaciali. Le successive ricolonizzazioni, da parte delle due specie, al termine delle glaciazioni, avrebbero determinato una sovrapposizione genetica responsabile dell'ibridizzazione.

### Sinonimi
Sono stati riportati i seguenti sinonimi:
- Abies obovata (Ledeb.) Loudon
- Picea obovata var. argentea Luchnik
- Picea obovata var. brevifolia Luchnik
- Picea obovata var. coerulea Malyschev
- Picea obovata var. densifolia Luchnik
- Picea obovata var. krylovii Luchnik
- Picea obovata subsp.. krylovii (Luchnik) Silba
- Picea obovata var. lucifera Luchnik
- Picea obovata var. lutescens Luchnik
- Picea obovata var. pendula Luchnik
- Picea obovata var. seminskiensis Luchnik
- Picea obovata var. tschiketamanica Luchnik
- Picea obovata subsp. tschiketamanica (Luchnik) Silba
- Picea wolossowiczii Sukaczev
- Pinus obovata (Ledeb.) Turcz.

## Usi
Il peccio siberiano ha una grande importanza economica in Russia per lo sfruttamento del suo legno, in gran parte utilizzato nell'industria cartaria; altri utilizzi sono quelli classici di altri pecci, compresa la produzione di strumenti musicali (violini). Poco utilizzato in orticoltura, in pratica solamente in alcune zone di Russia e est Europa.

## Conservazione
Essendo una delle conifere più comuni, e con areale vastissimo, viene classificata come specie a rischio minimo (least concern in inglese) nella Lista rossa IUCN.